# Elizabeth Stephen
Pour les articles homonymes, voir Stephen.
Elizabeth "Liz" Stephen, née le 12 janvier 1987 à Barre, est une fondeuse américaine. Spécialiste des courses de distance, elle obtient un total de six podiums dans des courses individuelles dans la Coupe du monde.

## Biographie
À l'origine, elle pratique le ski alpin, mais change pour le ski de fond au lycée (Burke Mountain Academy) à partir de 2004.
Chez les juniors, elle participe à trois éditions des Championnats du monde junior entre 2005 et 2007, signant comme meilleurs résultats une septième place à la poursuite en 2006 et une autre septième place en 2007 sur le cinq kilomètres libre.
Après deux premiers podiums sur l'US Super Tour en 2007, son premier succès important intervient aux Championnats du monde des moins de 23 ans en 2008 à Malles Venosta, où elle remporte la médaille de bronze sur le quinze kilomètres libre.
Elle participe à sa première Coupe du monde en janvier 2009 à Whistler et l'année suivante elle est sélectionnée pour les Jeux de Vancouver où son meilleur résultat est une 49e place au 10 kilomètres libre. En 2013, elle n'est pas loin du podium en Championnat du monde lors du 10 km libre qu'elle termine cinquième. L'hiver suivant, elle réalise sa meilleure performance en courses à étapes en prenant la septième place du Tour de ski avec notamment le troisième temps de la dernière étape. Un mois plus tard, elle dispute ses deuxièmes jeux olympiques à Sotchi, arrivant 12e du skiathlon, 24e du trente kilomètres libre et septième du relais.
Lors de la saison 2014-2015, elle se classe cinquième du Tour de ski puis se retrouve sur la deuxième marche du podium au dix kilomètres libre, meilleure performance d'une Américaine de l'histoire sur épreuve de distance. Aux Championnats du monde à Falun, elle obtient de nouvelles places d'honneur, dont une quatrième place sur le relais et une dixième place au dix kilomètres libre.
Liz Stephen monte sur deux podiums additionnels en 2017, un sur la dernière étape du Tour de ski et un sur le skiathlon à Pyeongchang (2e).
Aux Jeux olympiques d'hiver de 2018, pour son ultime compétition majeure, elle est engagée seulement sur le dix kilomètres libre, prenant la 30e place. Également adepte de la course à pied, elle prend sa carrière à l'issue de cette saison olympique.

## Palmarès

### Jeux olympiques d'hiver
| Épreuve / Édition   | Sprint                           | Sprint                           | 10 km                            | 10 km                            | Poursuite / Skiathlon 2 × 7,5 km | 30 km | Relais | Relais   |
| Épreuve / Édition   | libre                            | classique                        | libre                            | classique                        | Poursuite / Skiathlon 2 × 7,5 km | 30 km | Sprint | 4 × 5 km |
| JO 2010 Vancouver   | Épreuve inexistante à cette date | —                                | 49e                              | Épreuve inexistante à cette date | 57e                              | —     | —      | —        |
| JO 2014 Sotchi      | —                                | Épreuve inexistante à cette date | Épreuve inexistante à cette date | —                                | 12e                              | 24e   | —      | 9e       |
| JO 2018 Pyeongchang | Épreuve inexistante à cette date | —                                | 30e                              | Épreuve inexistante à cette date | -                                | —     | —      | —        |

Légende :
- : pas d'épreuve
- — :  Épreuve non disputée par Elizabeth Stephen

### Championnats du monde
| Épreuve / Édition           | Sprint                           | Sprint                           | 10 km                            | 10 km                            | Poursuite / Skiathlon 2 × 7,5 km | 30 km | Relais | Relais   |
| Épreuve / Édition           | libre                            | classique                        | libre                            | classique                        | Poursuite / Skiathlon 2 × 7,5 km | 30 km | Sprint | 4 × 5 km |
| Mondiaux 2009 Liberec       | 39e                              | Épreuve inexistante à cette date | Épreuve inexistante à cette date | —                                | 15e                              | 17e   | —      | 13e      |
| Mondiaux 2011 Oslo          | 25e                              | Épreuve inexistante à cette date | Épreuve inexistante à cette date | —                                | 24e                              | 16e   | —      | 9e       |
| Mondiaux 2013 Val di Fiemme | Épreuve inexistante à cette date | —                                | 5e                               | Épreuve inexistante à cette date | 20e                              | 16e   | —      | 4e       |
| Mondiaux 2015 Falun         | Épreuve inexistante à cette date | —                                | 10e                              | Épreuve inexistante à cette date | 11e                              | 11e   | —      | 4e       |
| Mondiaux 2017 Lahti         | -                                | Épreuve inexistante à cette date | Épreuve inexistante à cette date | —                                | 19e                              | 24e   | —      | 4e       |

Légende :
- : pas d'épreuve
- — :  Épreuve non disputée par Elizabeth Stephen

### Coupe du monde
- Meilleur classement général : 10e en 2015.
- 6 podiums :
  - 2 podiums en épreuve individuelle : 2 deuxièmes places.
  - 4 podiums en épreuve par équipes : 1 deuxième place et 3 troisièmes places.

#### Tour de ski
- 5e en 2015.
- 4 podiums d'étape.

#### Classements par saison
| Saison / Épreuve | Général | Général | Distance | Distance | Sprint | Sprint | Tour de ski depuis 2007 | Finales depuis 2008              | Nordic Opening depuis 2011 |
| ---------------- | ------- | ------- | -------- | -------- | ------ | ------ | ----------------------- | -------------------------------- | -------------------------- |
| Saison / Épreuve | Place   | Points  | Place    | Points   | Place  | Points | Tour de ski depuis 2007 | Finales depuis 2008              | Nordic Opening depuis 2011 |
| 2009             | 106e    | 7       | 79e      | 7        | -      | 39     | -                       | -                                | -                          |
| 2011             | 81e     | 22      | 59e      | 22       | -      | -      | -                       | -                                | 47e                        |
| 2012             | 42e     | 183     | 28e      | 129      | -      | -      | 24e                     | -                                | 35e                        |
| 2013             | 20e     | 410     | 15e      | 282      | 71e    | 6      | 15e                     | 16e                              | 17e                        |
| 2014             | 17e     | 395     | 15e      | 207      | 62e    | 16     | 7e                      | 17e                              | 32e                        |
| 2015             | 10e     | 544     | 7e       | 360      | -      | -      | 5e                      | Épreuve inexistante à cette date | 29e                        |
| 2016             | 33e     | 184     | 28e      | 136      | -      | -      | 19e                     | Abandon                          | 59e                        |
| 2017             | 28e     | 275     | 22e      | 197      | 75e    | 6      | 14e                     | Abandon                          | 38e                        |
| 2018             | 52e     | 112     | 44e      | 52       | -      | -      | 16e                     | -                                | 56e                        |

### Championnats des États-Unis
- Championne sur cinq kilomètres libre en 2006.
- Championne sur la poursuite (15 km classique) et le trente kilomètres classique en 2008.
- Championne sur la poursuite (7,5 kilomètres classique) et le trente kilomètres classique en 2009.
- Championne sur le vingt kilomètres libre en 2011.